# Анген
Анген (安元) је јапанска ера (ненко) која је настала после Џоан и пре Џишо ере. Временски је трајала од јула 1175. до августа 1177. године и припадала је Хејан периоду. Владајући монарх био је цар Такакура.

## Важнији догађаји Анген ере
- 1175. (Анген 1, двадесетдруги дан другог месеца): Дворски наидаиџин Минамото но Масамичи умире у 58 години.[4][5]
- 1175. (Анген 1, једанаести месец): Фуџивара но Моронага је именован новим наидаиџином. [4][6]
- 1176. (Анген 2, трећи месец): Цар Такакура посећује свог оца на његов педесети рођендан.[7]
- 1176. (Анген 2, деветнаести дан седмог месеца): Бивши цар Рокуџо умире у 13 години [4][8] а истог месеца и Такакурина мајка, царица Кеншун-мон (Таира Сигеко).[4][9]
- 1176. (Анген 2, седми месец): Фуџивара но Моротака, даимјо провинције Кага, није се добро слагао са монасима планине Хиеи. Његов млађи брат Фуџивара но Мороцуе запалио је неколико храмова на шта су се монаси побунили тражећи од цара да Моротака буде прогнан а Мороцуне притворен. Али пошто је Фуџивара но Сеико, отац оба брата, био добар пријатељ Го-Ширакаве, случај је заташкан.[10]
- 27. мај 1177. (Анген 3, двадесетосми дан четвртог месеца): Пожар уништава ученички комплекс.[11]